# 修禅寺 (下関市)
修禅寺(しゅぜんじ)は、山口県下関市の狗留孫山にある真言宗醍醐派の別格本山寺院。正式名称は、狗留孫山修禅寺。御嶽 (おだけ) 観音の名でも知られている。所在地の「狗留孫」は梵語の音訳で「実に妙なる成就」を意味する。

## 概要
由緒は古く、古代自然崇拝からはじまり、古来より修験道の霊山、観音霊場として、行基や空海、栄西など高僧が滞在した。
文化財保護法により全山が国の名勝に指定され、山口県立自然公園にもなっている。境内には推定樹齢約1,200年の巨木の一本杉がある。

## 歴史
古墳時代の自然崇拝からはじまる。
天平13年（741年）、行基が狗留孫山で修行し、現在奥の院に安置されている観音菩薩像は行基の作と伝えられている。
大同元年（806年）に空海が唐留学から帰国する際に船上から狗留孫山の「霊光」に遭遇し、翌年に登山して「霊光」の中に見た十一面観音を自ら彫って本尊としたと伝わる。
仁安3年（1168年）に栄西が登山して空海同様「霊光」を目にするととも寺院を建てよという「霊告」を受け、建久2年（1191年)
に伽藍を造営して「狗留孫山国護院観世音寺」と命名した。
江戸時代には毛利氏の祈願所として保護され、毛利元義が揮毫した山号額が現存する。

## アクセス
- 中国自動車道小月ICより車で約30分
- 駐車場から本堂までは参道を徒歩で20分から30分